# 마리야 나우모바

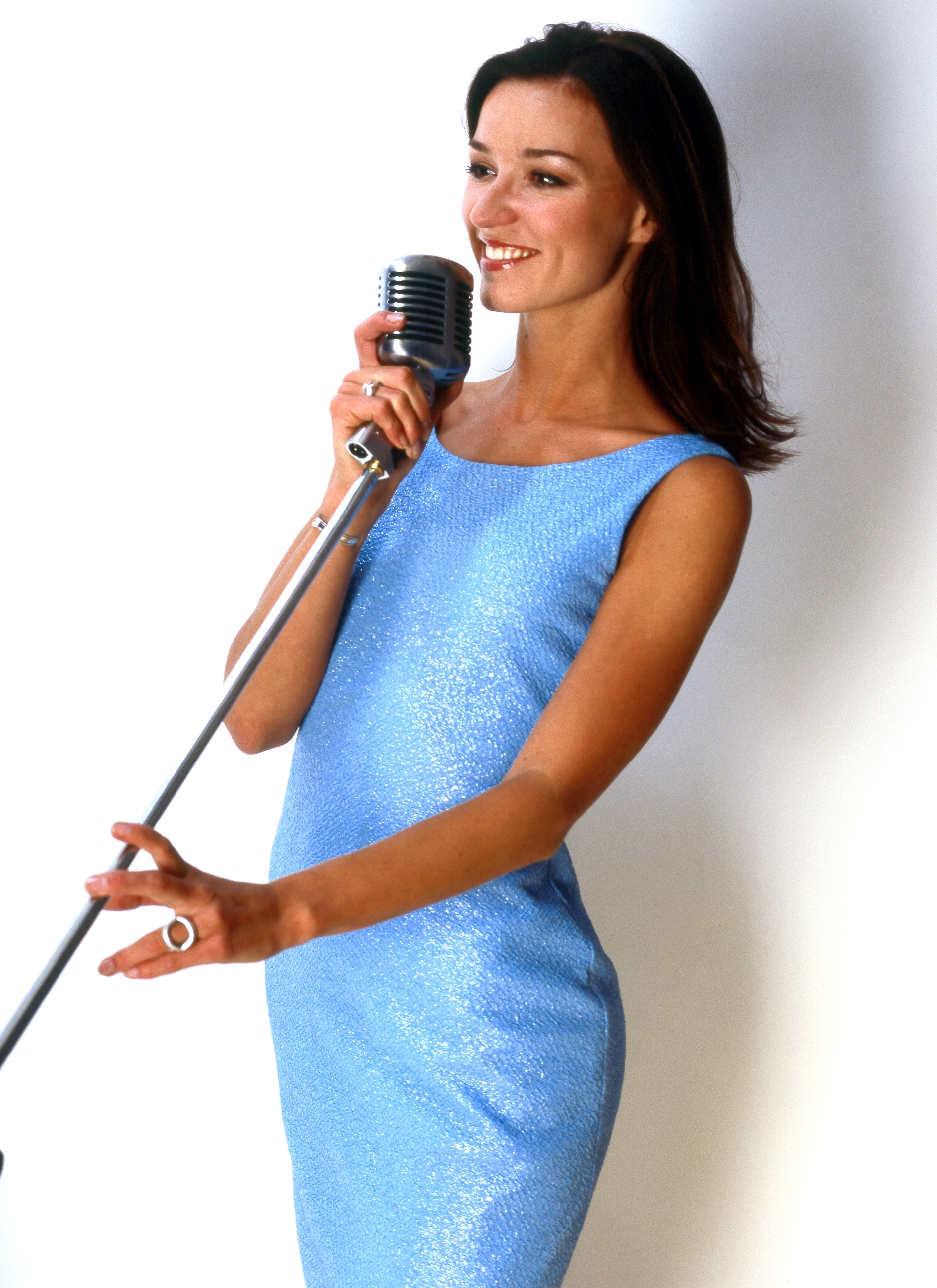

마리야 나우모바(Marija Naumova, 1973년 6월 23일 ~ , 라트비아)는 라트비아의 가수이다. 활동명은 마리 N(Marie N)이며 팝에서부터 뮤직 시어터, 재즈에 이르기까지 다양한 음악의 노래를 부른다. 라트비아어, 프랑스어, 영어, 러시아어, 포르투갈어로 된 노래를 포함하여 여러 음반을 녹음했다. 2002년, 라트비아를 대표하여 유로비전 송 콘테스트에 참가하여 I Wanna라는 노래로 우승하였다.

## 디스코그래피

### 음반
- 1998: До светлых слёз
- 2000: Ieskaties acīs
- 2001: Ma Voix, Ma Voie (LV:Gold certification[1])
- 2002: On A Journey
- 2002: Noslēpumi
- 2004: Nesauciet sev līdzi
- 2005: Another Dream
- 2010: Lullabies
- 2016: Uz Ilūziju Tilta